# Melocactus
Melocactus je rod kaktusů s asi 30–40 druhy. Přirozeně se vyskytuje v Karibiku, Mexiku, Střední Americe a na severu Jižní Ameriky. Některé druhy nalezneme i v okolí pohoří And až na jihu Peru a v severovýchodní Brazílii.
První druh byl pojmenován Carlem Linném v roce 1753 jako Cactus melocactus. Když byl tento rod oddělen od rodu Cactus a stal se samostatným, jako název byl použit právě Melocactus. V souladu s principem priority v roce 1922 obnovili Nathaniel Britton a Joseph Rose Linnéův Cactus melocactus, nicméně Vídeňský botanický kongres z roku 1905 jméno Cactus odmítl a rodovým názvem zůstal Melocactus.
Dospělé rostliny jsou snadno rozeznatelné podle typického plstnatého cefália, struktury složené z jemných trnů, chlupů a vaty, chránící vyvíjející se poupata před nepřízní počasí a neuzrálé plody před býložravci, z něhož malé květy vyrůstají.
Plody Melocactus jsou růžové až červené. Plody tohoto rodu jsou jedlé a ve volné přírodě jsou často potravou ještěrek a ptáků.